# Општина Табор
Општина Табор (словен. Tabor) је једна од општина Савињске регије у држави Словенији. Седиште општине је истоимено насеље Табор.

## Природне одлике
Рељеф: Општина Табор налази се у средишњем делу Словеније, у крајње југозападном делу покрајине Штајерска. Општина се сместила у западном делу Цељског поља. Северни део општине је долина речице Матнишнице. Јужно се уздиже планина Гољава.
Клима: У нижем делу општине влада умерено континентална клима, док у вишем делу влада њена оштрија, планинска варијанта.
Воде: Најважнији водоток у општини је речица Матнишница. Сви остали водотоци су мали и њене су притоке.

## Становништво
Општина Табор је ретко насељена.

## Насеља општине
| - Капла - Локе - Миклавж при Табору - Ојстришка вас | - Пондор - Табор - Чрни Врх |  |